# Shinya Nishikawa
Shinya Nishikawa (Fukuoka, 12 juni 1974) is een voormalig Japans voetballer.

## Carrière
Shinya Nishikawa speelde tussen 1993 en 1995 voor Yokohama Marinos.